# Buchhöhe (Schönheide)

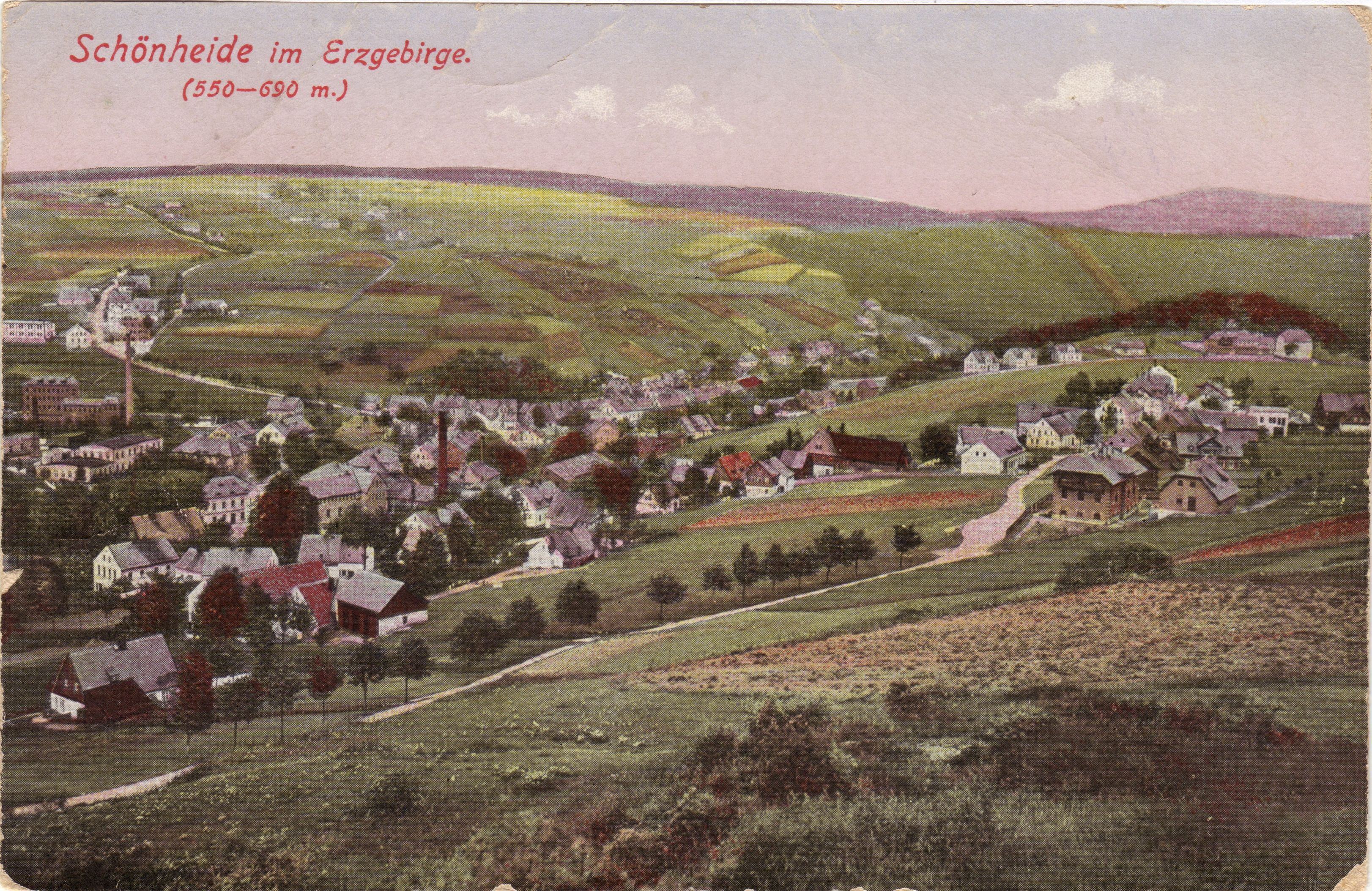
Ansichtskarte aus der Zeit um 1900 – Buchhöhe im rechten hinteren Mittelgrund

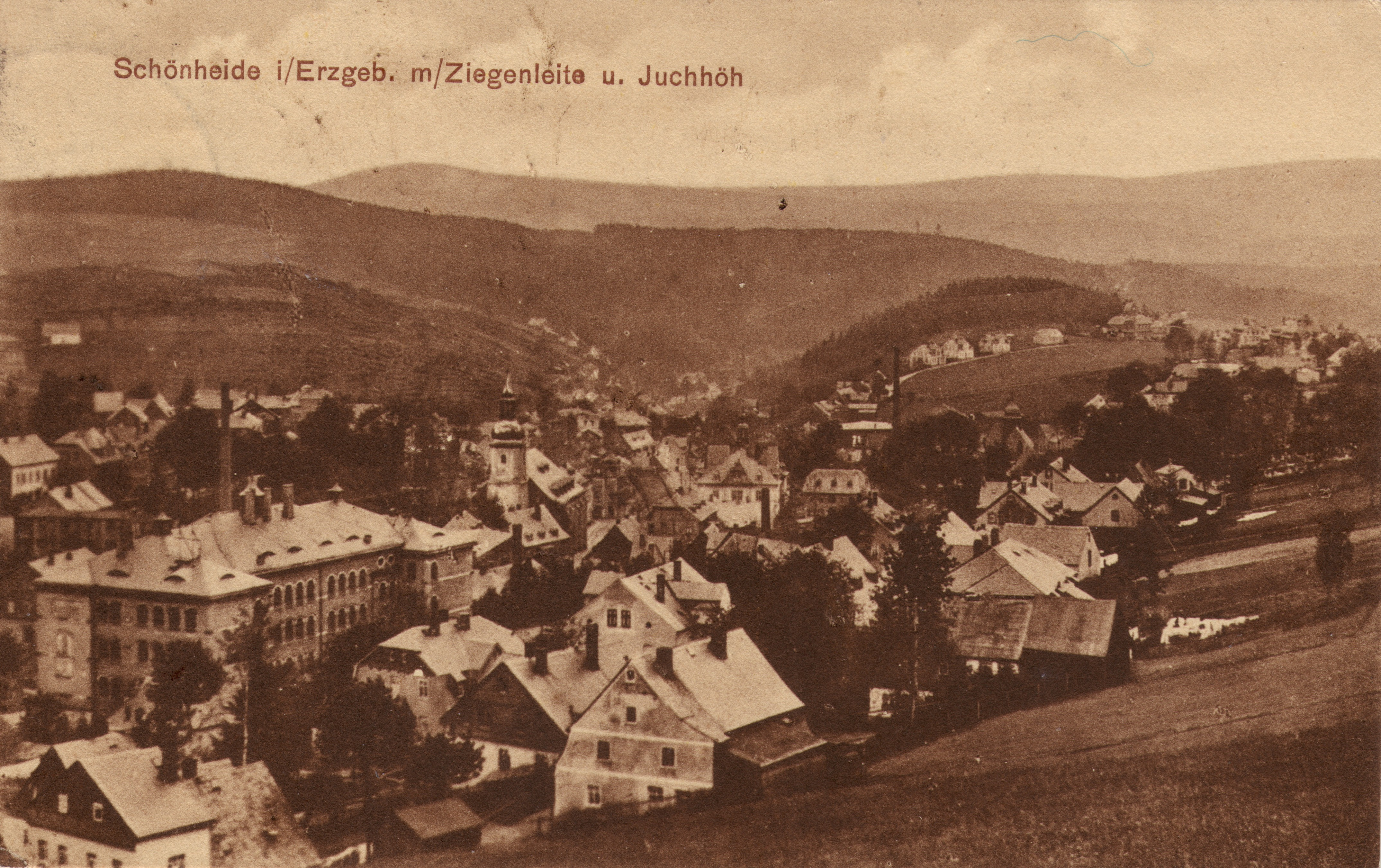
Buchhöhe als Juchhöh in einer Ansichtskarte aus den 1920er Jahren

Die Buchhöhe, auch Buchhöh, Juchhöhe und Juchhöh (wahrscheinlich auch Gubelschburg oder Jubel(s)burg A1  A2) genannt,  war ein Ortsteil der im westlichsten Zipfel des sächsischen Erzgebirges gelegenen Gemeinde Schönheide (Erzgebirgskreis). Noch im 21. Jahrhundert wird in dem in Schönheide gesprochenen erzgebirgischen Dialekt der Begriff Guchheh als Ortsbezeichnung für diese Häusergruppe verwendet.

## Name, Lage und Entwicklung
August Schumanns Staatslexikon berichtet in Band 18 aus dem Jahr 1833 im Artikel über Schönheide: „abgesonderte Häusergruppen sind folgende […] die [Häuser-]Gruppen Buchhöh, Ascherwinkel und Gubelschburg.“ Das Neue alphabetische Orts-Verzeichnis für Sachsen von 1836 nennt Buchhöhe „eine abgesonderte Häusergruppe, welche zur Commun Schönheide gehört“. In den Spalten Zahl der Wohngebäude und Einwohner finden sich keine Angaben. Albert Schiffner erwähnt in seinem 1839 erschienenen Handbuch der Geographie, Statistik und Topographie des Königreiches Sachsen die Buchhöhe zweimal, bei der ersten Nennung auf den Artikel über Schönheide verweisend und dort mit diesem Text: „Die übrigen [Häuser] zerstreuen sich beiderseits [des Dorfbaches] in Nebenschluchten und an den Abhängen unter folgenden Namen […] Buchhöhe, Gubelschburg oder Jubelsburg […]“ 1 Etwa 1848 erwähnt Albert Schiffner in seinem Werk „Führer im Muldenthale“ den Ortsteil, er gehöre zu den „Häuser-Gruppen, die sich in den Nebenschluchten und auf den Höhen verstreuen“. Im Alphabetischen Orts-Verzeichniß des Königreiches Sachsen von 1862 wird der „Ortstheil“ in dieser Weise benannt: „Jubelburg (Juchhöhe)“. In den Spalten für Gebäude und Einwohner finden sich keine Angaben. Weiter heißt es: „zu Uttmann’s Vorwerk und mit diesem zu Schönhaider Hammer gehörig“ 2
Der Autor Ernst Flath, der eine etwa 1909 erschienene Geschichte Schönheides verfasste, beschreibt die Buchhöhe als nordöstlich vom Uttmannschen Vorwerk liegend und zur Gemeinde Schönheiderhammer gehörend. Der Name könne vom Baum Buche abgeleitet sein. Im Asterschen Meilenblatt von 1792 findet sich nordöstlich des Uttmannschen Vorwerks eine Häuserreihe oberhalb des Filzbachtales, sie ist nicht mit einem Namen versehen.
Bei der weiteren Bebauung im 20. Jahrhundert rückten neue Häuser des Ortsteils Schädlichsberg immer näher an die Häusergruppe der Buchhöhe heran. Im 21. Jahrhundert hebt sie sich nicht mehr von anderen Bauten entlang der Straße der Einheit heraus, in deren vom unteren Dorfteil zur früheren „Hammer-Schule“ führenden Teil sie liegt. Diese frühere Schule, die im beginnenden 21. Jahrhundert für den kommunalen Kindergarten „Hammerschulzwerge“ genutzt wird, ist nur wenige Schritte von der Häusergruppe Buchhöhe entfernt.
Am 1. Juli 1948 wurde Schönheiderhammer und damit auch die Buchhöhe nach Schönheide eingemeindet (Gesetz über den Zusammenschluss der Gemeinden Schönheide, Schönheiderhammer und Neuheide – Landkreis Aue – vom 29. April 1949). In diesem rückwirkend in Kraft getretenem Gesetz wurde als Ortsbezeichnung festgelegt „Gemeinde Schönheide – Ortsteil Schönheiderhammer“.